# 3223 Forsius
3223 Forsius eller 1942 RN är en asteroid i huvudbältet som upptäcktes den 7 september 1942 av den finske astronomen Yrjö Väisälä vid Storheikkilä observatorium. Den är uppkallad efter Sigfrid Aronus Forsius.
Asteroiden har en diameter på ungefär 20 kilometer.